# 32 Pomona
32 Pomona este un asteroid de tip S din centura de asteroizi. A fost  
descoperit de H. Goldschmidt la 26 octombrie 1854. Este numit după Pomona, zeiță a abundenței fructelor în religia romană antică.